# Atol (telewizor)
GZR „Atol” – polski telewizor lampowy czarno-biały monofoniczny.
Odbiornik zaprojektował zespół, kierowany przez inż. Jerzego Małolepszego. Urządzenie produkowały w latach 1967–1968 Gdańskie Zakłady Radiowe T-18.
Ma kineskop 19 cali o kącie odchylania 110°. Wymiary obrazu 305 × 365mm. Odbiornik był wytwarzany z zastosowaniem lamp kineskopowych implozyjnych albo lamp kineskopowych bezimplozyjnych jako Atol 2.
Dwa głośniki: mniejszy z przodu po prawej stronie u góry oraz większy po prawej stronie w okolicy przełącznika kanałów. Moc znamionowa toru audio 1,5 W przy zniekształceniach 10%.
Elementami aktywnymi były w większości lampy elektronowe (14 sztuk), głównie całoszklane nowalowe o dziewięciu szpilkach: PCC88, 2xPCF82, 2xEF183, EF184, PCL84, PCL86, PY88, ECH84, PCL85, EAA91, EY86 oraz lampa PL500. Spośród elementów półprzewodnikowych zastosowano dwa tranzystory TG37 i pięć diod germanowych (PK220/06, DOG61, 2xDOG62, DK60). Telewizor jest wyposażony w: układ automatycznego utrzymywania kontrastu, układ eliminacji zakłóceń, układ korekcji wyrazistości obrazu.
Odbiera sygnał 12 kanałów OIRT w I, II i III zakresie, z możliwością późniejszego wbudowania głowicy na IV i V pasmo (pozostawiono miejsce i wbudowano przełącznik). Wejście antenowe przystosowane do kabla symetrycznego o impedancji 300 omów.                                                                                                                                                                         
Odbiornik jest wyposażony w gniazdo do przyłączeniu kablowego zdalnego sterowania typu 80-301 o ubogich elementach regulacyjnych, możliwe jest tylko: zdalne wyłączenie odbiornika, regulacja jasności obrazu i siły głosu. Odbiornik należy załączyć co najmniej 5 minut przed rozpoczęciem odbierania sygnału telewizyjnego, ze względu na konieczność rozgrzania lamp elektronowych.